# Dukovce
Dukovce (maďarsky Dukafalva, v letech 1863 až 1902 Dukafalu) jsou obec na severovýchodním Slovensku, a to v okrese Svidník, v jihozápadní části Ondavské vrchoviny v Nízkých Beskydech. Žije zde 280 obyvatel.

## Historie
Dukovce jsou poprvé písemně zmiňovány v roce 1401 jako Dukafallua; v té době patřily k panství Chmeľovec. V roce 1427 bylo pro tuto obec zaznamenáno osm port. V roce 1770 místo téměř zpustlo. V roce 1787 měla obec 22 domů a 168 obyvatel, v roce 1828 zde bylo 53 domů a 396 obyvatel.
Do roku 1918 patřila obec do župy Šariš v Uherském království. V době, kdy obec byla součástí první Československé republiky, obyvatelé pracovali jako zemědělci a lesní dělníci.  Po druhé světové válce část obyvatel dojížděla za prací do Giraltovců, Bardejova a Prešova.
V letech 1971 až 1993 byly Dukovce sloučeny se sousední obcí Želmanovce do obce Želmanovce-Dukovce.